# Temporada 2019-20 del West Ham United
La Temporada 2019-20 del West Ham United es la octava campaña consecutiva en la Premier League desde que el club ascendió en la temporada 2011-12. Es la 24va vez que el equipo compite en la Premier y la 62va vez que compite en la primera categoría en 125 años de historia.
Además de la Premier League, West Ham United participara en la FA Cup y en la League Cup.

## Resumen de la temporada

### Mayo de 2019
- 8 de mayo: En la premiación de jugadores de término de temporada. el portero polaco Łukasz Fabiański fue nombrado "Hammer of the year", premio al mejor jugador de la temporada votado por los fanáticos. Declan Rice fue elegido "Young Hammer of the year" por tercer año consecutivo y además fue elegido jugador de la temporada por sus compañeros.[2][3]

- 29 de mayo: El club anuncia la salida del delantero Andy Carroll y el portero Adrián. Además la salida del ex seleccionado francés Samir Nasri y el delantero español Toni Martinez.[4]

- 31 de mayo: El club anuncia el fichaje del portero español Roberto Jiménez Gago.[5]

### Junio de 2019
- 3 de junio: El club anuncia el fichaje del portero de 33 años David Martin.[6] Además anunció la transferencia de Edimilson Fernandes al 1. FSV Mainz, el valor del fichaje no fue revelado.[7] Horas después anunció lo que la prensa ya rumoreaba,[8] el traspaso del delantero Lucas Pérez al Alaves.[9][10]
- Durante este mes los jugadores Declan Rice, Fabián Balbuena, Marko Arnautović, Łukasz Fabiański, Arthur Masuaku y Josh Cullen fueron llamados a sus selecciones nacionales.[11][12][13]
- 14 de junio: El club anuncia el fichaje del español Pablo Fornals desde el Villarreal.[14]

### Julio de 2019
- 2 de julio: El equipo prepara su pretemporada en Suiza.[15]
- 8 de julio: El club confirma la salida del delantero Marko Arnautović al fútbol chino.[16]
- 14 de julio: El primer equipo arriba en China para jugar el Premier League Asia Trophy.[17]
- 17 de julio: West Ham ficha al francés Sebastien Haller por €45.000.000, un nuevo record para el club.[18]
- 26 de julio: El club anuncia la salida de Pedro Obiang al Sassuolo.[19]

### Agosto de 2019
- 2 de agosto: Reece Oxford deja el club y ficha en el F. C. Augsburgo alemán.[20]
- 6 de agosto: Grady Diangana es enviado a préstamo al West Bromwich.[21]
- 6 de agosto: El club ficha al defensor portugués Gonçalo Cardoso, finalista de la Copa de la Eurocopa Sub-19 2019.[22]

### Septiembre de 2019
- 2 de septiembre: Chicharito deja el club y ficha por el Sevilla.[23]
- Para la fecha FIFA de este més, los jugadores: Declan Rice, Roberts Snodgrass y Manuel Lanzini fueron llamados a sus selecciones.

### Diciembre de 2019
- Con efecto inmediato, luego de la derrota por 2-1 ante el Leicester City el 28 de diciembre, y una mala racha del equipo, el entrenador Manuel Pelegrini fue desvinculado del club.[24] Al día siguiente, David Moyes fue nombrado nuevo entrenador del equipo.[25]

## Primer equipo
- Las edades corresponden al 1 de julio de 2019, inicio de la temporada.

| 1                                                  | Łukasz Fabiański  | Bandera de Polonia                         | POR     | 18 de abril de 1985 (34 años)     | Swansea City        |
| 25                                                 | David Martin      | Bandera de Inglaterra                      | POR     | 22 de enero de 1986 (33 años)     | Millwall            |
| 35                                                 | Darren Randolph   | Bandera de Irlanda                         | POR     | 12 de mayo de 1987 (32 años)      | Middlesbrough       |
| Defensas                                           |                   |                                            |         |                                   |                     |
| 3                                                  | Aaron Cresswell   | Bandera de Inglaterra                      | LTI     | 15 de diciembre de 1989 (29 años) | Ipswich Town        |
| 4                                                  | Fabián Balbuena   | Bandera de Paraguay                        | DFC     | 23 de agosto de 1991 (27 años)    | Corinthians         |
| 5                                                  | Pablo Zabaleta    | Bandera de Argentina                       | LTD     | 16 de enero de 1985 (34 años)     | Manchester City     |
| 20                                                 | Gonçalo Cardoso   | Bandera de Portugal                        | DFC     | 21 de octubre de 2000 (18 años)   | Boavista            |
| 21                                                 | Angelo Ogbonna    | Bandera de Italia                          | DFC     | 23 de mayo de 1988 (31 años)      | Juventus            |
| 23                                                 | Issa Diop         | Bandera de Francia                         | DFC     | 9 de enero de 1997 (22 años)      | Toulouse            |
| 24                                                 | Ryan Fredericks   | Bandera de Inglaterra                      | LTD     | 10 de octubre de 1992 (26 años)   | Fulham              |
| 26                                                 | Arthur Masuaku    | Bandera de República Democrática del Congo | LTI/MI  | 7 de noviembre de 1993 (25 años)  | Olympiacos          |
| 52                                                 | Jeremy Ngakia     | Bandera de Inglaterra                      | LTD     | 7 de septiembre de 2000 (18 años) | Inferiores          |
| 53                                                 | Ben Johnson       | Bandera de Inglaterra                      | LTI/MI  | 24 de enero de 2000 (19 años)     | Inferiores          |
| Centrocampistas                                    |                   |                                            |         |                                   |                     |
| 10                                                 | Manuel Lanzini    | Bandera de Argentina                       | MP      | 15 de febrero de 1993 (26 años)   | Al Jazira           |
| 11                                                 | Robert Snodgrass  | Bandera de Escocia                         | MD      | 7 de septiembre de 1987 (31 años) | Hull City           |
| 15                                                 | Carlos Sánchez    | Bandera de Colombia                        | MCD     | 6 de febrero de 1986 (33 años)    | Fiorentina          |
| 16                                                 | Mark Noble ()     | Bandera de Inglaterra                      | MC      | 8 de mayo de 1987 (32 años)       | Inferiores          |
| 17                                                 | Jarrod Bowen      | Bandera de Inglaterra                      | MC      | 20 de diciembre de 1996 (22 años) | Hull City           |
| 18                                                 | Pablo Fornals     | Bandera de España                          | MP      | 22 de febrero de 1996 (23 años)   | Villarreal          |
| 19                                                 | Jack Wilshere     | Bandera de Inglaterra                      | MC/MP   | 1 de enero de 1992 (27 años)      | Arsenal             |
| 28                                                 | Tomáš Souček      | Bandera de República Checa                 | MP      | 27 de febrero de 1995 (24 años)   | Slavia Prague       |
| 30                                                 | Michail Antonio   | Bandera de Inglaterra                      | ED/EI   | 28 de marzo de 1990 (29 años)     | Nottingham Forest   |
| 41                                                 | Declan Rice       | Bandera de Inglaterra                      | MCD/DFC | 14 de enero de 1999 (20 años)     | Inferiores          |
| Delanteros                                         |                   |                                            |         |                                   |                     |
| 7                                                  | Andriy Yarmolenko | Bandera de Ucrania                         | ED/EI   | 23 de octubre de 1989 (29 años)   | Borussia Dortmund   |
| 8                                                  | Felipe Anderson   | Bandera de Brasil                          | ED/MP   | 15 de abril de 1993 (26 años)     | Lazio               |
| 22                                                 | Sébastien Haller  | Bandera de Francia                         | DC      | 22 de junio de 1994 (25 años)     | Eintracht Fráncfort |
| 27                                                 | Albian Ajeti      | Bandera de Suiza                           | DC      | 26 de febrero de 1997 (22 años)   | FC Basel            |
| 32                                                 | Xande Silva       | Bandera de Portugal                        | DC      | 16 de marzo de 1993 (26 años)     | Vitória Guimarães   |
| Jugadores que dejaron el club durante la temporada |                   |                                            |         |                                   |                     |
| 2                                                  | Winston Reid      | Bandera de Nueva Zelanda                   | DFC     | 3 de julio de 1988 (30 años)      | Midtjylland         |
| 9                                                  | Chicharito        | Bandera de México                          | DC      | 1 de junio de 1988 (31 años)      | Bayer 04 Leverkusen |
| 13                                                 | Roberto           | Bandera de España                          | POR     | 10 de febrero de 1986 (33 años)   | Espanyol            |
| Actualizado al 2 de julio de 2020                  |                   |                                            |         |                                   |                     |

## Transferencias

### Altas
| Fecha               | Posición | Nacionalidad               | Nombre           | Desde               | Valor       | Ref. |
| ------------------- | -------- | -------------------------- | ---------------- | ------------------- | ----------- | ---- |
| 1 de julio de 2019  | POR      | Bandera de España          | Roberto          | Espanyol            | Libre       | .    |
| 1 de julio de 2019  | POR      | Bandera de Inglaterra      | David Martin     | Millwall            | Libre       | .    |
| 1 de julio de 2019  | MC       | Bandera de España          | Pablo Fornals    | Villarreal          | €24.000.000 | .    |
| 17 de julio de 2019 | DC       | Bandera de Francia         | Sébastien Haller | Eintracht Frankfurt | €45.000.000 | .    |
| 6 de agosto de 2019 | DFC      | Bandera de Portugal        | Gonçalo Cardoso  | Boavista            | No revelado | .    |
| 8 de agosto de 2019 | DC       | Bandera de Suiza           | Albian Ajeti     | FC Basel            | No revelado | .    |
| 15 de enero de 2020 | POR      | Bandera de Irlanda         | Darren Randolph  | Middlesbrough       | No revelado |      |
| 31 de enero de 2020 | MC       | Bandera de Inglaterra      | Jarrod Bowen     | Hull City           | £22,000,000 |      |
| 31 de enero de 2020 | MP       | Bandera de República Checa | Tomáš Souček     | Slavia Prague       | Préstamo    |      |

### Bajas
| Fecha               | Posición | Nacionalidad                 | Nombre              | A                | Valor       | Ref.   |
| ------------------- | -------- | ---------------------------- | ------------------- | ---------------- | ----------- | ------ |
| 1 de julio de 2019  | POR      | Bandera de España            | Adrián              | Liverpool        | Liberado    | .      |
| 1 de julio de 2019  | DC       | Bandera de Inglaterra        | Andy Carroll        | Newcastle United | Liberado    | .      |
| 1 de julio de 2019  | MC       | Bandera de Inglaterra        | Moses Makasi        | Agente Libre     | Liberado    | .      |
| 1 de julio de 2019  | DC       | Bandera de España            | Toni Martínez       | FC Famalicão     | Liberado    | .      |
| 1 de julio de 2019  | MC       | Bandera de Francia           | Samir Nasri         | Anderlecht       | Liberado    | .      |
| 1 de julio de 2019  | DFC      | Bandera de Inglaterra        | Josh Pask           | Coventry City    | Liberado    | .      |
| 1 de julio de 2019  | MC       | Bandera de Suiza             | Edimilson Fernandes | Maguncia 05      | No revelado | [ 7 ]  |
| 3 de junio de 2019  | DC       | Bandera de España            | Lucas Pérez         | Deportivo Alavés | No revelado | .      |
| 8 de julio de 2019  | DC       | Bandera de Austria           | Marko Arnautović    | Shanghái SIPG    | €25.000.000 | [ 33 ] |
| 16 de julio de 2019 | LTD      | Bandera de Inglaterra        | Sam Byram           | Norwich City     | No revelado | [ 34 ] |
| 25 de julio de 2019 | MC       | Bandera de Guinea Ecuatorial | Pedro Obiang        | US Sassuolo      | No revelado | [ 19 ] |
| 2 de agosto de 2019 | DFC      | Bandera de Inglaterra        | Reece Oxford        | F. C. Augsburgo  | No revelado | [ 20 ] |
| 9 de agosto de 2019 | DC       | Bandera de México            | Chicharito          | Sevilla          | No revelado | [ 23 ] |
| 14 de enero de 2020 | MC       | Bandera de Inglaterra        | Joe Powell          | Burton Albion    | No revelado |        |
| 16 de enero de 2020 | DC       | Bandera de Noruega           | Martin Samuelsen    | Hull City        | No revelado |        |

### A préstamo
| Fecha                 | Posición | Nacionalidad             | Nombre            | A                    | Término             | Ref.   |
| --------------------- | -------- | ------------------------ | ----------------- | -------------------- | ------------------- | ------ |
| 20 de enero de 2019   | MI       | Bandera de Montenegro    | Sead Hakšabanović | IFK Norrköping       | Mayo de 2020        | [ 35 ] |
| 28 de julio de 2019   | DC       | Bandera de Inglaterra    | Jordan Hugill     | Queens Park Rangers  | 30 de junio de 2020 | [ 36 ] |
| 7 de agosto de 2019   | MC       | Bandera de Irlanda       | Josh Cullen       | Charlton Athletic    | 30 de junio de 2020 | [ 37 ] |
| 8 de agosto de 2019   | ED/EI    | Bandera de Inglaterra    | Grady Diangana    | West Bromwich Albion | 30 de junio de 2020 | [ 38 ] |
| 8 de enero de 2020    | DFC      | Bandera de Inglaterra    | Nathan Holland    | Oxford United        | 30 de junio de 2020 |        |
| 10 de enero de 2020   | MC       | Bandera de Irlanda       | Conor Coventry    | Lincoln City         | 30 de junio de 2020 |        |
| 20 de enero de 2020   | POR      | Bandera de España        | Roberto           | Alavés               | 30 de junio de 2020 |        |
| 14 de febrero de 2020 | DFC      | Bandera de Nueva Zelanda | Winston Reid      | Sporting Kansas City | 30 de junio de 2020 |        |

## Competiciones

### Pretemporada

#### Amistosos
El 26 de marzo el club confirmó su participación en el Premier League Asia Trophy 2019 en China, junto con el Newcastle United, Wolverhampton Wanderers y el Manchester City, campeón vigente de la Premier League.
El 23 de mayo de 2019 el club anunció un encuentro amistoso contra el Fulham, para el 27 de julio en el estadio Craven Cottage.
El 3 de junio el club confirmó un amistoso contra el Athletic Club de Bilbao en el estadio Olímpico de Londres para el 3 de agosto.
Las horas corresponden a UTC +1
| Amistoso; 11 de julio de 2019, 17:30 | SC Rheindorf Altach        | 2 - 3   | West Ham United                     | Stadion Schnabelholz, Altach, Austria |                                |
|                                      | Fischer 31' · Lienhart 48' | Reporte | 6' Sánchez · 25' Antonio · 58' Diop | Asistencia: 2.981 espectadores        | Asistencia: 2.981 espectadores |

| Premier League Asia Trophy; 17 de julio de 2019, 20:30 | Manchester City                           | 4 - 1   | West Ham United | Estadio Olímpico de Nankín, Nankín, China |                          |
|                                                        | Silva 33' · Nmecha 36' · Sterling 59' 72' | Reporte | 26' Noble       | Árbitro(s): Craig Pawson                  | Árbitro(s): Craig Pawson |

| Premier League Asia Trophy 3°Lugar/final; 20 de julio de 2019, 20:30 | Newcastle United | 1 - 0   | West Ham United | Estadio Hongkou, Shanghái, China |                       |
|                                                                      | Mutō 34'         | Reporte |                 | Árbitro(s): Guan Xing            | Árbitro(s): Guan Xing |

| Amistoso; 27 de julio de 2019, 15:00 | Fulham | 0 - 1   | West Ham United | Craven Cottage, Fulham, Londres |  |
|                                      |        | Reporte | 17' Lanzini     |                                 |  |

| Amistoso; 31 de julio de 2019, 18:00 | Hertha Berlín            | 3 - 5   | West Ham United                                                     | Sonnenseestadion, Ritzing, Austria |  |
|                                      | Köpke 4' 61' · Selke 21' | Reporte | 11' Fornals · 29' Lanzini · 70' Haller · 78' Diangana · 90' Antonio |                                    |  |

| Betway Cup; 3 de agosto de 2019, 15:00 | West Ham United                                  | 2 - 2 (2:4 p.)             | Athletic Club                           | estadio Olímpico de Londres, Stratford, Londres |  |
|                                        | Lanzini 22' · Wilshere 23'                       | Reporte                    | 1' Haller · 16' López                   |                                                 |  |
|                                        |                                                  | Tiros desde el punto penal |                                         |                                                 |  |
|                                        | - Chicharito - Snodgrass - Yarmolenko - Diangana |                            | - Aduriz - Beñat - Ibai - Sancet - Yuri |                                                 |  |

### Premier League

#### Tabla de posiciones
| Pos. | Equipo                 | Pts. | PJ | G  | E  | P  | GF | GC | Dif. | Clasificación 2020-21 |
| ---- | ---------------------- | ---- | -- | -- | -- | -- | -- | -- | ---- | --------------------- |
| 14   | Crystal Palace         | 43   | 38 | 11 | 10 | 17 | 31 | 50 | −19  |                       |
| 15   | Brighton & Hove Albion | 41   | 38 | 9  | 14 | 15 | 39 | 54 | −15  |                       |
| 16   | West Ham United        | 39   | 38 | 10 | 9  | 19 | 49 | 62 | −13  |                       |
| 17   | Aston Villa            | 35   | 38 | 9  | 8  | 21 | 41 | 67 | −26  |                       |
| 18   | Bournemouth            | 34   | 38 | 9  | 7  | 22 | 40 | 65 | −25  | Descenso de Categoría |

 Fuente: Premier League
Criterios de clasificación: Puntos · Diferencia de goles · Goles a favor · Play-off

#### Partidos
El 13 de junio, el club anunció el fixture de la Premier League para esta temporada.
Fechas de la Premier League según el sitio oficial del club.
Todos los horarios en ETC+1
| 1.ª jornada; 10 de agosto de 2019, 12:30 | West Ham United | 0 - 5   | Manchester City                                   | Estadio Olímpico de Londres, Stratford, Londres       |                                                       |
|                                          |                 | Reporte | Jesus 25' · Sterling 51', 75', 90+1' · Agüero 86' | Asistencia: 59,870 espectadores Árbitro(s): Mike Dean | Asistencia: 59,870 espectadores Árbitro(s): Mike Dean |

| 2.ª jornada; 17 de agosto de 2019, 15:00 | Brighton and Hove Albion | 1 - 1   | West Ham United  | Falmer Stadium, Brighton                                   |                                                            |
|                                          | - Leandro Trossard 65'   | Reporte | - 61' Chicharito | Asistencia: 30,459 espectadores Árbitro(s): Anthony Taylor | Asistencia: 30,459 espectadores Árbitro(s): Anthony Taylor |

| 3.ª jornada; 24 de agosto de 2019, 15:00 | Watford    | 1 - 3   | West Ham United              | Vicarage Road, Watford                                     |                                                            |
|                                          | - Gray 17' | Reporte | - 3' Noble - 64', 73' Haller | Asistencia: 20,035 espectadores Árbitro(s): Chris Kavanagh | Asistencia: 20,035 espectadores Árbitro(s): Chris Kavanagh |

| 4.ª jornada; 31 de agosto de 2019, 15:00 | West Ham United               | 2 - 0   | Norwich City | Estadio Olímpico de Londres, Stratford, Londres          |                                                          |
|                                          | - Haller 24' - Yarmolenko 55' | Reporte |              | Asistencia: 59,950 espectadores Árbitro(s): Paul Tierney | Asistencia: 59,950 espectadores Árbitro(s): Paul Tierney |

| 5.ª jornada; 16 de septiembre de 2019, 20:00 | Aston Villa | 0 - 0 | West Ham United | Villa Park, Birmingham                                |  |
|                                              |             |       |                 | Asistencia: 42,010 espectadores Árbitro(s): Mike Dean |  |

| 6.ª jornada; 22 de septiembre de 2019, 14:00 | West Ham United                  | 2 - 0   | Manchester United | Estadio Olímpico de Londres, Stratford, Londres            |                                                            |
|                                              | - Yarmolenko 44' - Cresswell 84' | Reporte |                   | Asistencia: 59.936 espectadores Árbitro(s): Anthony Taylor | Asistencia: 59.936 espectadores Árbitro(s): Anthony Taylor |

| 7.ª jornada; 28 de septiembre de 2019, 15:00 | Bournemouth             | 2 - 2   | West Ham United                  | Vitality Stadium, Bournemouth                              |                                                            |
|                                              | - King 17' - Wilson 46' | Reporte | - 10' Yarmolenko - 74' Cresswell | Asistencia: 10,729 espectadores Árbitro(s): Stuart Attwell | Asistencia: 10,729 espectadores Árbitro(s): Stuart Attwell |

| 8.ª jornada; 5 de octubre de 2019, 17:30 | West Ham United | 1 - 2   | Crystal Palace               | Estadio Olímpico de Londres, Stratford, Londres            |                                                            |
|                                          | - Haller 54'    | Reporte | - 63' van Aanholt - 87' Ayew | Asistencia: 59,912 espectadores Árbitro(s): Michael Oliver | Asistencia: 59,912 espectadores Árbitro(s): Michael Oliver |

| 9.ª jornada; 19 de octubre de 2019, 12:30 | Everton                          | 2 - 0   | West Ham United | Goodison Park, Liverpool                                 |                                                          |
|                                           | - Bernard 17' - Sigurðsson 90+2' | Reporte |                 | Asistencia: 39,263 espectadores Árbitro(s): Paul Tierney | Asistencia: 39,263 espectadores Árbitro(s): Paul Tierney |

| 10.ª jornada; 26 de octubre de 2019, 15:00 | West Ham United | 1 - 1   | Sheffield United | Estadio Olímpico de Londres, Stratford, Londres         |                                                         |
|                                            | - Snodgrass 44' | Reporte | - 69' Mousset    | Asistencia: 59,878 espectadores Árbitro(s): David Coote | Asistencia: 59,878 espectadores Árbitro(s): David Coote |

| 11.ª jornada; 2 de noviembre de 2019, 15:00 | West Ham United                | 2:3     | Newcastle United                          | Estadio Olímpico de Londres, Stratford, Londres            |                                                            |
|                                             | - Balbuena 73' - Snodgrass 90' | Reporte | - 16' Clark - 22' Fernández - 51' Shelvey | Asistencia: 59.907 espectadores Árbitro(s): Stuart Attwell | Asistencia: 59.907 espectadores Árbitro(s): Stuart Attwell |

| 12.ª jornada; 9 de noviembre de 2019, 15:00 | Burnley                               | 3:0     | West Ham United | Turf Moor, Burnley                                       |                                                          |
|                                             | - Barnes 11' - Wood 44' - Roberto 54' | Reporte |                 | Asistencia: 20.255 espectadores Árbitro(s): Kevin Friend | Asistencia: 20.255 espectadores Árbitro(s): Kevin Friend |

| 13.ª jornada; 23 de noviembre de 2019, 15:00 | West Ham United               | 2:3     | Tottenham Hotspur                            | Estadio Olímpico de Londres, Stratford, Londres            |                                                            |
|                                              | - Antonio 73' - Ogbonna 90+6' | Reporte | - 36' Heung-min - 43' Lucas Moura - 49' Kane | Asistencia: 59.930 espectadores Árbitro(s): Michael Oliver | Asistencia: 59.930 espectadores Árbitro(s): Michael Oliver |

| 14.ª jornada; 30 de noviembre de 2019, 15:00 | Chelsea | 0:1     | West Ham United | Stamford Bridge, Hammersmith y Fulham, Londres            |                                                           |
|                                              |         | Reporte | - 48' Cresswell | Asistencia: 40.595 espectadores Árbitro(s): Jonathan Moss | Asistencia: 40.595 espectadores Árbitro(s): Jonathan Moss |

| 15.ª jornada; 3 de diciembre de 2019, 19:45 | Wolverhampton Wanderers        | 2:0     | West Ham United | Molineux Stadium, Wolverhampton                            |                                                            |
|                                             | - Dendoncker 23' - Cutrone 86' | Reporte |                 | Asistencia: 31.217 espectadores Árbitro(s): Andre Marriner | Asistencia: 31.217 espectadores Árbitro(s): Andre Marriner |

| 16.ª jornada; 7 de diciembre de 2019, 15:00 | West Ham United | 1:3     | Arsenal                                      | Estadio Olímpico de Londres, Stratford, Londres       |                                                       |
|                                             | - Snodgrass 38' | Reporte | - 60' Martinelli - 66' Pépé - 69' Aubameyang | Asistencia: 59.936 espectadores Árbitro(s): Mike Dean | Asistencia: 59.936 espectadores Árbitro(s): Mike Dean |

| 17.ª jornada; 14 de diciembre de 2019, 15:00 | Southampton | 0:1     | West Ham United | St. Mary's Stadium, Southampton |                             |
|                                              |             | Reporte | - 37' Haller    | Árbitro(s): Martin Atkinson     | Árbitro(s): Martin Atkinson |

| 18.ª jornada; 26 de diciembre de 2019, 15:00 | Crystal Palace           | 2:1     | West Ham United | Selhurst Park, Croydon, Londres                            |                                                            |
|                                              | - Kouyaté 68' - Ayew 90' | Reporte | - 57' Snodgrass | Asistencia: 25.462 espectadores Árbitro(s): Andre Marriner | Asistencia: 25.462 espectadores Árbitro(s): Andre Marriner |

| 19.ª jornada; 28 de diciembre de 2019, 15:00 | West Ham United | 1:2     | Leicester City             | Estadio Olímpico de Londres, Stratford, Londres         |                                                         |
|                                              | - Fornals 45'   | Reporte | - 40' Iheanacho - 56' Gray | Asistencia: 59.519 espectadores Árbitro(s): David Coote | Asistencia: 59.519 espectadores Árbitro(s): David Coote |

| 20.ª jornada; 1 de enero de 2020, 17:30 | West Ham United                                     | 4:0     | Bournemouth | Estadio Olímpico de Londres, Stratford, Londres          |                                                          |
|                                         | - Noble 17', 35' - Haller 26' - Felipe Anderson 66' | Reporte |             | Asistencia: 59.917 espectadores Árbitro(s): Graham Scott | Asistencia: 59.917 espectadores Árbitro(s): Graham Scott |

| 21.ª jornada; 10 de enero de 2020, 20:00 | Sheffield United | 1:0     | West Ham United | Bramall Lane, Sheffield                                    |                                                            |
|                                          | - McBurnie 53'   | Reporte |                 | Asistencia: 30.124 espectadores Árbitro(s): Michael Oliver | Asistencia: 30.124 espectadores Árbitro(s): Michael Oliver |

| 22.ª jornada; 18 de enero de 2020, 17:30 | West Ham United | 1:1     | Everton             | Estadio Olímpico de Londres, Stratford, Londres            |                                                            |
|                                          | - Diop 40'      | Reporte | - 44' Calvert-Lewin | Asistencia: 59.915 espectadores Árbitro(s): Andre Marriner | Asistencia: 59.915 espectadores Árbitro(s): Andre Marriner |

| 23.ª jornada; 22 de enero de 2020, 19:30 | Leicester City                                | 4:1     | West Ham United | King Power Stadium, Leicester                           |                                                         |
|                                          | - Barnes 24' - Pereira 45+5' - Pérez 81', 88' | Reporte | - 50' Noble     | Asistencia: 31.968 espectadores Árbitro(s): David Coote | Asistencia: 31.968 espectadores Árbitro(s): David Coote |

| 24.ª jornada; 29 de enero de 2020, 19:45 | West Ham United | 0:2     | Liverpool                            | Estadio Olímpico de Londres, Stratford, Londres           |                                                           |
|                                          |                 | Reporte | - Salah 35' - Oxlade-Chamberlain 52' | Asistencia: 59.959 espectadores Árbitro(s): Jonathan Moss | Asistencia: 59.959 espectadores Árbitro(s): Jonathan Moss |

| 25.ª jornada; 1 de febrero de 2020, 15:00 | West Ham United                 | 3:3     | Brighton & Hove Albion                | Estadio Olímpico de Londres, Stratford, Londres            |                                                            |
|                                           | - Diop 30' - Snodgrass 45', 57' | Reporte | - 47' Ogbonna - 75' Groß - 79' Murray | Asistencia: 59.952 espectadores Árbitro(s): Michael Oliver | Asistencia: 59.952 espectadores Árbitro(s): Michael Oliver |

| 26.ª jornada; 1 de enero de 2020, 17:30 | Manchester City             | 2:0     | West Ham United | Etihad Stadium, Manchester                               |                                                          |
|                                         | - Rodri 30' - De Bruyne 62' | Reporte |                 | Asistencia: 52.159 espectadores Árbitro(s): Kevin Friend | Asistencia: 52.159 espectadores Árbitro(s): Kevin Friend |

| 27.ª jornada; 24 de febrero de 2020, 20:00 | Liverpool                             | 3:2     | West Ham United          | Anfield, Liverpool                                        |                                                           |
|                                            | - Wijnaldum 9' - Salah 68' - Mané 81' | Reporte | - 12' Diop - 54' Fornals | Asistencia: 53.313 espectadores Árbitro(s): Jonathan Moss | Asistencia: 53.313 espectadores Árbitro(s): Jonathan Moss |

| 28.ª jornada; 29 de febrero de 2020, 15:00 | West Ham United                        | 3:1     | Southampton   | Estadio Olímpico de Londres, Stratford, Londres            |                                                            |
|                                            | - Bowen 15' - Haller 40' - Antonio 54' | Reporte | - 31' Obafemi | Asistencia: 59.962 espectadores Árbitro(s): Anthony Taylor | Asistencia: 59.962 espectadores Árbitro(s): Anthony Taylor |

| 29.ª jornada; 7 de marzo de 2020, 15:00 | Arsenal         | 1:0     | West Ham United | Emirates Stadium, Londres                                   |                                                             |
|                                         | - Lacazette 78' | Reporte |                 | Asistencia: 60.335 espectadores Árbitro(s): Martin Atkinson | Asistencia: 60.335 espectadores Árbitro(s): Martin Atkinson |

| 30.ª jornada; 20 de junio de 2020, 17:30 | West Ham United | 0:2     | Wolverhampton Wanderers  | Estadio Olímpico de Londres, Stratford, Londres       |                                                       |
|                                          |                 | Reporte | - Jiménez 73' - Neto 84' | Asistencia: 0 espectadores Árbitro(s): Anthony Taylor | Asistencia: 0 espectadores Árbitro(s): Anthony Taylor |

| 31.ª jornada; 23 de junio de 2020, 20:15 | Tottenham Hotspur       | 2:0     | West Ham United | Tottenham Hotspur Stadium, Londres                  |                                                     |
|                                          | - Kane 82' - Souček 64' | Reporte |                 | Asistencia: 0 espectadores Árbitro(s): Craig Pawson | Asistencia: 0 espectadores Árbitro(s): Craig Pawson |

| 32.ª jornada; 1 de julio de 2020, 20:15 | West Ham United                               | 3:2     | Chelsea            | Estadio Olímpico de Londres, Stratford, Londres        |                                                        |
|                                         | - Souček 45.2' - Antonio 51' - Yarmolenko 89' | Reporte | - 42', 72' Willian | Asistencia: 0 espectadores Árbitro(s): Martin Atkinson | Asistencia: 0 espectadores Árbitro(s): Martin Atkinson |

| 33.ª jornada; 5 de julio de 2020, 14:00 | Newcastle United            | 2:2     | West Ham United           | St. James' Park, Newcastle-upon-Tyne                |                                                     |
|                                         | - Almirón 17' - Shelvey 67' | Reporte | - 4' Antonio - 65' Souček | Asistencia: 0 espectadores Árbitro(s): Craig Pawson | Asistencia: 0 espectadores Árbitro(s): Craig Pawson |

| 34.ª jornada; 8 de julio de 2020, 18:00 | West Ham United | 0:1     | Burnley         | Estadio Olímpico de Londres, Stratford, Londres |  |
|                                         |                 | Reporte | - 38' Rodriguez |                                                 |  |

| 35.ª jornada; 11 de julio de 2020, 12:30 | Norwich City | 0:4     | West Ham United                | Carrow Road, Norwich |  |
|                                          |              | Reporte | - 11', 45+1', 54', 74' Antonio |                      |  |

| 36.ª jornada; 15 de julio de 2020, 20:00 | West Ham United                      | 3:1     | Watford      | Estadio Olímpico de Londres, Stratford, Londres |  |
|                                          | - Antonio 6' - Souček 10' - Rice 36' | Reporte | - 49' Deeney |                                                 |  |

| 37.ª jornada; 18 de julio de 2020, 15:00 | Manchester United | 1:1     | West Ham United | Old Trafford, Manchester |  |
|                                          | - Greenwood 51'   | Reporte | - 45+2' Antonio |                          |  |

| 38.ª jornada; 26 de julio de 2020, 15:00 | West Ham United  | 1:1     | Aston Villa    | Estadio Olímpico de Londres, Stratford, Londres |  |
|                                          | - Yarmolenko 85' | Reporte | - 84' Grealish |                                                 |  |

### FA Cup
| 3ª ronda; 5 de enero de 2020, 18:16 | (3) Gillingham | 0-2     | West Ham United (1)            | Priestfield Stadium, Gillingham                           |                                                           |
|                                     |                | Reporte | - 74' Zabaleta - 90+4' Fornals | Asistencia: 10.913 espectadores Árbitro(s): Andrew Madley | Asistencia: 10.913 espectadores Árbitro(s): Andrew Madley |

| 4ª ronda; 5 de enero de 2020, 18:16 | West Ham United (1) | 0 - 1   | West Bromwich Albion (2) | London Stadium, Londres                                    |                                                            |
|                                     |                     | Reporte | - 9' Townsend            | Asistencia: 58.911 espectadores Árbitro(s): Stuart Attwell | Asistencia: 58.911 espectadores Árbitro(s): Stuart Attwell |

### EFL Cup
| 2ª ronda; 27 de agosto de 2019, 19:45 | (4) Newport County | 0 -2    | West Ham United (1)          | Rodney Parade, Newport                                    |                                                           |
|                                       |                    | Reporte | - 43' Wilshere - 65' Fornals | Asistencia: 6,382 espectadores Árbitro(s): Stephen Martin | Asistencia: 6,382 espectadores Árbitro(s): Stephen Martin |

| 3ª ronda; 25 de septiembre de 2019, 19:45 | (3) Oxford United                                    | 4 - 0   | West Ham United (1) | Kassam Stadium, Oxford                                   |                                                          |
|                                           | - Moore 55' - Taylor 71' - Fosu 84' - Baptiste 90+2' | Reporte |                     | Asistencia: 10.450 espectadores Árbitro(s): Robert Jones | Asistencia: 10.450 espectadores Árbitro(s): Robert Jones |